# Andromeda I
Andromeda I este o galaxie pitică sferoidală. A fost descoperită de către Sidney van den Bergh în 1970, în același timp cu galaxiile Andromeda II, Andromeda III și Andromeda IV.
Aflată la distanța de 2,6 milioane de ani-lumină, Andromeda I se situează la 150.000 de ani-lumină de Galaxia Andromeda, a cărei galaxie satelit este.